# Kaktuszaratinga
A kaktuszaratinga (Eupsittula cactorum) a madarak osztályának papagájalakúak (Psittaciformes) rendjébe és a papagájfélék (Psittacidae) családjába tartozó faj.

## Rendszerezése
A fajt Heinrich Kuhl német ornitológus írta le 1820-ban, a Psittacus nembe Psittacus cactorum néven. Korábban az Aratinga nembe sorolták Aratinga cactorum néven.

## Alfajai
- Eupsittula cactorum cactorum (Kuhl, 1820)
- Eupsittula cactorum caixana Spix, 1824

## Előfordulása
Brazília északkeleti részén, a Kaatinga régióban honos. Természetes élőhelyei a szubtrópusi vagy trópusi száraz erdők és szavannák, valamint szántóföldek, legelők és másodlagos erdők. Állandó, nem vonuló faj.

## Megjelenése
Átlagos testhossza 25 centiméter.

## Természetvédelmi helyzete
Az elterjedési területe rendkívül nagy, egyedszáma viszont ismeretlen. A Természetvédelmi Világszövetség Vörös listáján nem fenyegetett fajként szerepel.